# Xihu (socken i Kina, Shandong, lat 36,10, long 115,71)
Xihu (kinesiska: 西湖乡, 西湖) är en socken i Kina. Den ligger i provinsen Shandong, i den östra delen av landet, omkring 130 kilometer sydväst om provinshuvudstaden Jinan.
Genomsnittlig årsnederbörd är 671 millimeter. Den regnigaste månaden är juli, med i genomsnitt 215 mm nederbörd, och den torraste är januari, med 4 mm nederbörd.